# شین جی وون
شین جی وون (کره‌ای: 신지원؛ زادهٔ ۱۴ آوریل ۱۹۹۶) بازیگر، خواننده، رپر و مجری تلویزیونی اهل کره جنوبی است. وی از سال ۲۰۱۶ میلادی تاکنون مشغول فعالیت بوده‌است.